# Focke-Wulf Fw 186
Il Focke-Wulf Fw 186 era un autogiro biposto realizzato dall'azienda tedesca Focke-Wulf Flugzeugbau AG nel 1937.

## Storia del progetto
Nel luglio 1935, il Reichsluftfahrtministerium emanò una richiesta per la realizzazione di un velivolo con caratteristiche STOL da utilizzarsi nel ruolo di aereo da collegamento e ricognizione. Al bando, oltre alla Focke-Wulf Flugzeugbau AG, partecipò anche la Gerhard-Fieseler-Werke la quale presentò il progetto di quello che diventerà il famoso aereo STOL Fieseler Fi 156 Storch e la Siebel Flugzeugwerke KG con il suo Siebel Si 201.
Per progettare l'Fw 186 Henrich Focke, allora concentrato nella realizzazione dell'Fw 61, incaricò il Dipl.-Ing. Erhard Kosel, il quale si era basato sull'esperienza acquisita dall'azienda nel produrre su licenza i britannici Cierva C.30. Così prese come base di partenza un Fw 56 Stösser, un addestratore realizzato in tecnica mista, del quale conservò l'intera fusoliera abbinandola ad un supporto centrale che sosteneva il rotore a tre pale posto dove era posizionata originalmente l'ala alta a parasole e integrando inferiormente la struttura con delle travature che avevano il compito di collegare le ruote anteriori del carrello d'atterraggio. La motorizzazione era affidata, come nello Stösser, ad un Argus As 10 C, un 8 cilindri a V invertita da 177 kW (240 CV) e che aveva, oltre a fornire il moto all'elica posizionata sul muso, la funzione di mettere temporaneamente in movimento il rotore tramite una frizione, necessario questo per effettuare il decollo.
Il Reichsluftfahrtministerium alla fine delle prove comparative preferì lo Storch in quanto velivolo più moderno e versatile, di conseguenza il progetto dell'Fw 186 venne definitivamente abbandonato.